# ألفة (فلم)
ألفة (بالإنجليزية: Intimacy) هو فيلم بريطاني تم إنتاجه في سنة 2001 وهو من إخراج باتريس شيرو وبطولة مارك رايلانس وكيري فوكس.

## القصة
قصة الفيلم تتكلم عن رجل يقيم علاقة مع امرأة لا يعرفها تزوره كل إسبوع، بعد فترة يبدأ بالتعلق بها ويلاحقها ليعرف حقيقتها وليعرف من هي، ليكتشف أنها امرأة متزوجة ولها أبناء من زوجها وتخون زوجها معه.

## البطولة
- مارك رايلانس بدور جاي
- كيري فوكس بدور كلير
- سوسانا هاركر بدور سوزان
- أليستر غالبريث بدور فكتور
- فيليبي كالفاريو بدور إيان
- تيموثي ليونارد سبال بدور أندي
- مارياني فايثفول بدور بيتي
- فريزر أيرس بدور ديف
- مايكل فيتزجيرالد بدور مالك البار
- روبرت أدي بدور مالك البار

## التقييم
حصل الفيلم على تقييم 66% في موقع الطماطم الفاسدة، وفازت من خلاله الممثلة كيري فوكس بجائزة الدب الفضي كأفضل ممثلة في مهرجان برلين السينمائي الدولي في سنة 2001.

## وصلات خارجية
- مقالات تستعمل روابط فنية بلا صلة مع ويكي بيانات

- ألفة على قاعدة بيانات الأفلام على الإنترنت